# Tephrosia gobensis
Tephrosia gobensis är en ärtväxtart som beskrevs av Richard Kenneth Brummitt. Tephrosia gobensis ingår i släktet Tephrosia och familjen ärtväxter. Inga underarter finns listade i Catalogue of Life.